# Облога Орлеана (1563)
Обло́га Орлеа́на — облога негласної столиці гугенотів Орлеана військами католиків у рамках Першої гугенотської війни у Франції.
Конфлікт спровокували масові вбивства у Вассі, які вчинили католицькі війська герцога Гіза 1 березня 1562 року. В результаті принц Конде, полководець гугенотів, переїхав до Орлеана, щоб перетворити його в одну зі своїх цитаделей. Місто стало протестантським, допускалося тільки протестантське богослужіння, в громадських інституціях (губернатор, олдермен тощо) стали переважати протестанти, єпископа міста зміщено в квітні 1562 року, храми спаплюжено, а реліквії знищено.
1563 року католицькі війська на чолі з герцогом Гізом намірилися повернути Орлеан, захист якого покладався на брата адмірала де Коліньї Франсуа де Коліньї д'Андело. 18 лютого 1563 року, коли становище обложених стало особливо важким, гугенот Польтро де Мере вбив герцога Гіза. Це вбивство привело до укладення договору між двома сторонами, який 19 березня 1563 року став основою Амбуазького миру і встановив мир між двома релігійними громадами. Орлеан залишився під контролем гугенотів до 1567 року.